# Kazinczy utca (Budapest, VII. kerület)
A Kazinczy utca Budapest VII. kerülete (Erzsébetváros) egyik keskeny keresztutcája a Rákóczi út és a Király utca között.

## Fekvése
Az utca Belső-Erzsébetvárosban található, a Rákóczi út és a Király utca között húzódik (számozása is ebben az irányban halad). A járműközlekedés szempontjából egyirányú utca, a haladási irány a Király utcától a Dob utca felé van kijelölve.

## Története

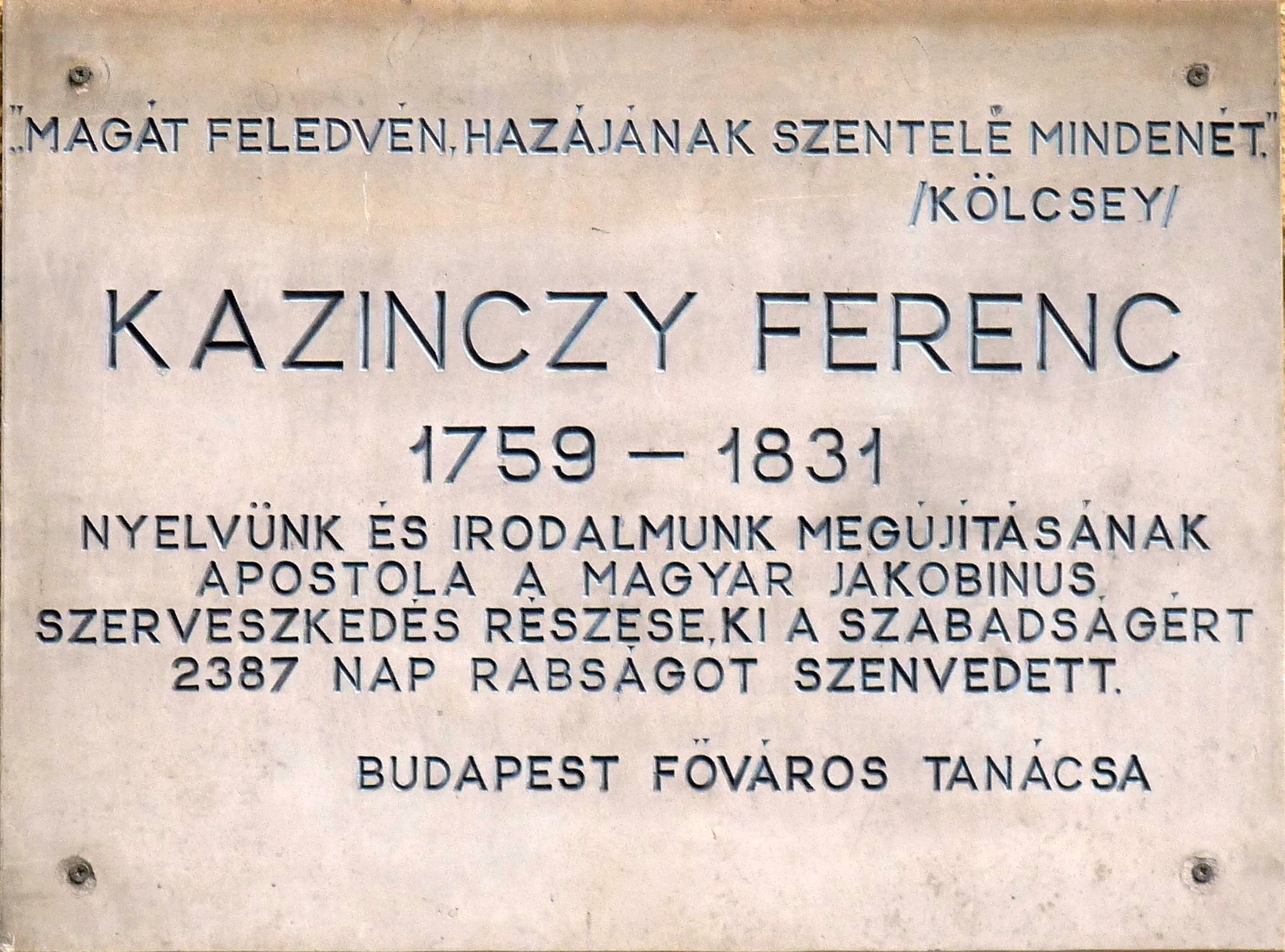
Kazinczy Ferenc emléktáblája

Egykor zöldségeskertek húzódtak a mai Belső Erzsébetváros Károly körúttól az Akácfa utcáig terjedő részén. Az 1740-es években  a Dob utca vagy a Király utca helyén volt dűlőutak mentén lakóházakat kezdtek építeni Pest növekvő lakosságának elhelyezésére. Ezeket eleinte a Dohány utcára nyíló zsákutcából lehetett megközelíteni. 1750 körül újabb házak épültek ide, amivel a zsákutca meghosszabbodott, így elérve a szomszédos párhuzamos Dob utcát. Ez lett az akkori Terézváros első keresztutcája, a Kreutz Straße, azaz Kereszt utca.
Újabb tíz év elteltével a telkeken további házhelyeket, szám szerint 14-et alakítottak ki a Dob és a Király utca között. Ez lett a Neuegasse (Új utca), amely 1765-től a Kiskereszt utcát hozta létre. A korábbi Kereszt utca lett a Nagykereszt utca. A Kiskereszt és Nagykereszt utcát 1879-től Kazinczy utcának nevezték el. A Belső Erzsébetváros eme legszűkebb utcája első házán az utca névadójának, Kazinczy Ferencnek, a 18–19. századi magyar nyelvújítás úttörőjének emléktáblája olvasható. 
A történelmi zsidónegyed módosabb aranyművesei, ékszerészei építtették ide szecessziós bérházukat, amelynek földszintjén műhelyük és üzletük volt, az első emelet utcafrontján laktak, a ház többi részét bérbeadták. Az épületeket kívül-belül nemritkán Róth Miksa műhelyének üvegképei és más kvalitásos iparművészek munkái díszítették.
A Rákóczi út és a Dob utca közötti szakasza 2025 nyara óta sétálóutca.

## Nevezetes épületei
- 21. szám: Magyar Elektrotechnikai Múzeum, 1975-ben alapították. Eleinte a Budapesti Elektromos Művek finanszírozta. Közhasznú társasággá alakulása óta egyes villamos ipari vállalatok, és országos pályázati támogatások tartják fenn. Eredetileg 30/10 kV-os transzformátorállomásnak épült, amelyet 1934-ben Arvé Károly és Gerstenberger Ágoston építészek Bauhaus-stílusban terveztek. Az épület mögött az áramátalakító állomás gépcsarnoka van, amely kb. 100 évig a Belvárost látta el egyenárammal. Az Országos Műemléki Felügyelőség 1987-ben az egész komplexumot műemléknek nyilvánította. 1982-ben a gyűjtemény múzeumi rangra emelkedett. A kapcsolótermekből az első és a második emeleten lettek a kiállítótermek.
- A zsinagóga építésekor Löffler Béla és Löffler Sándor építészek, a 19–20. század fordulóján divatos magyar lechneri és osztrák szecesszió irányzatát követték.
- 55. szám: emléktáblája szövege: „E helyen állt Schneider József kártyafestő műhelye. Itt készült a magyar kártya 1836-ban, amely Tell Vilmos szabadságharcainak felfedezésével a játékos kedvű honpolgárok nemzeti öntudatát élesztgetve, azóta is kézről-kézre adják. Állította a Magyar Kártyások nevében Pató Pál Párt és a Magyar Talon Alapítvány a millecentenárium évében”. 1987-től 2018-ig e házban működött Wichmann Tamás többszörös kenus világbajnok kisvendéglője.[4]

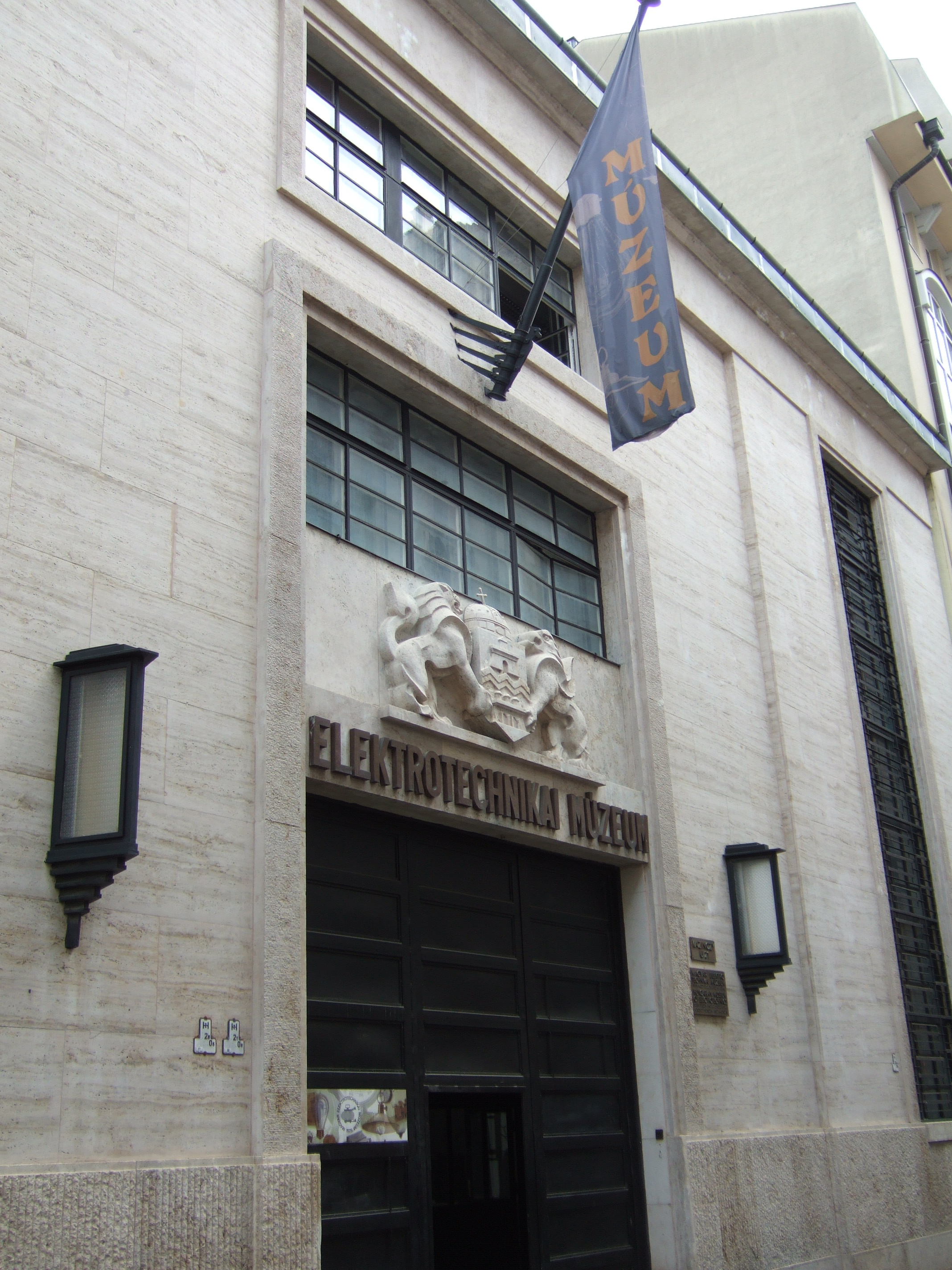
21. sz., az Elektrotechnikai Múzeum
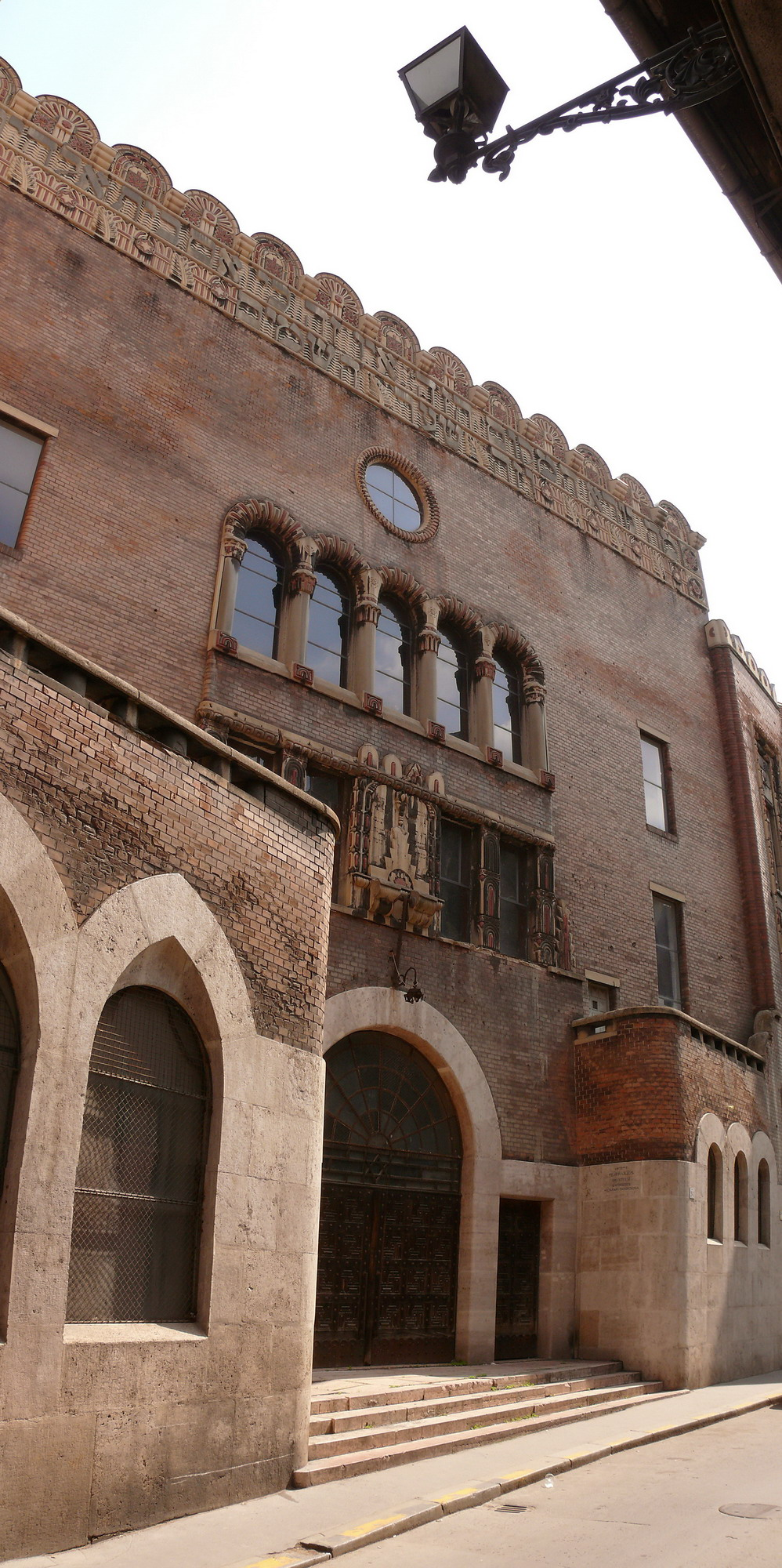
A zsinagóga
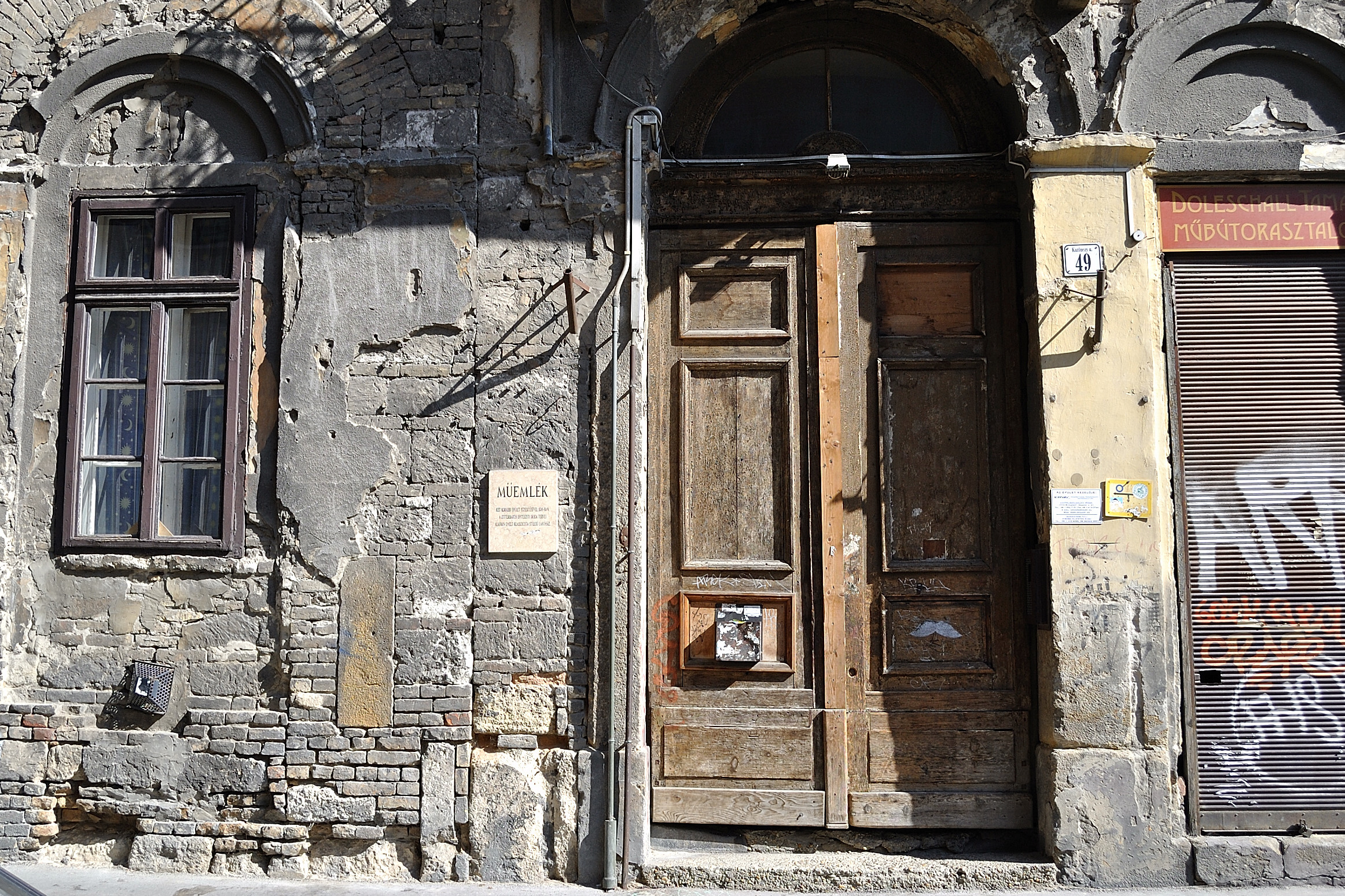
A 49. sz. alatti műemlékház
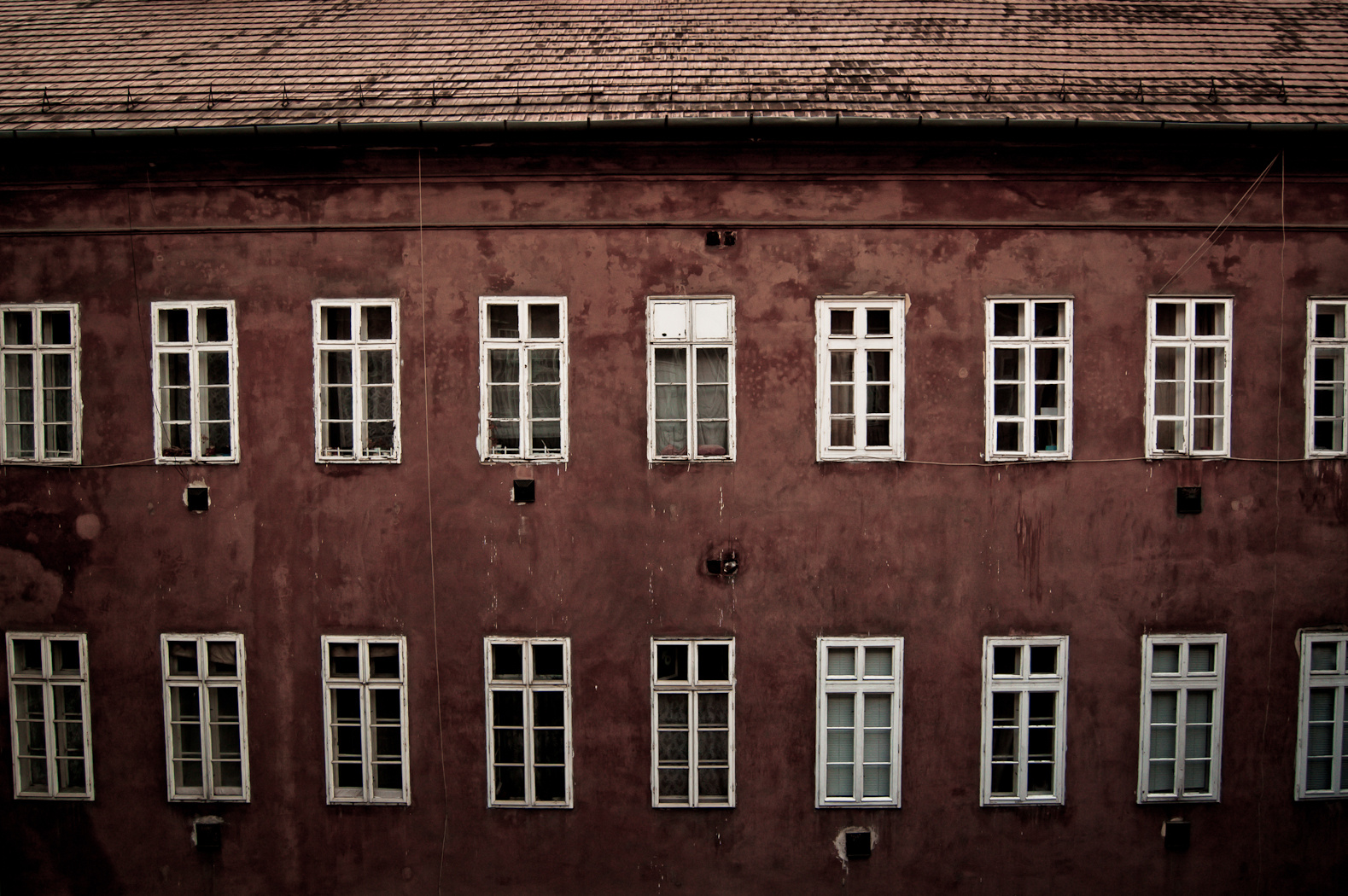
Az 56. sz. alatti műemlékház, a Király utca sarkán
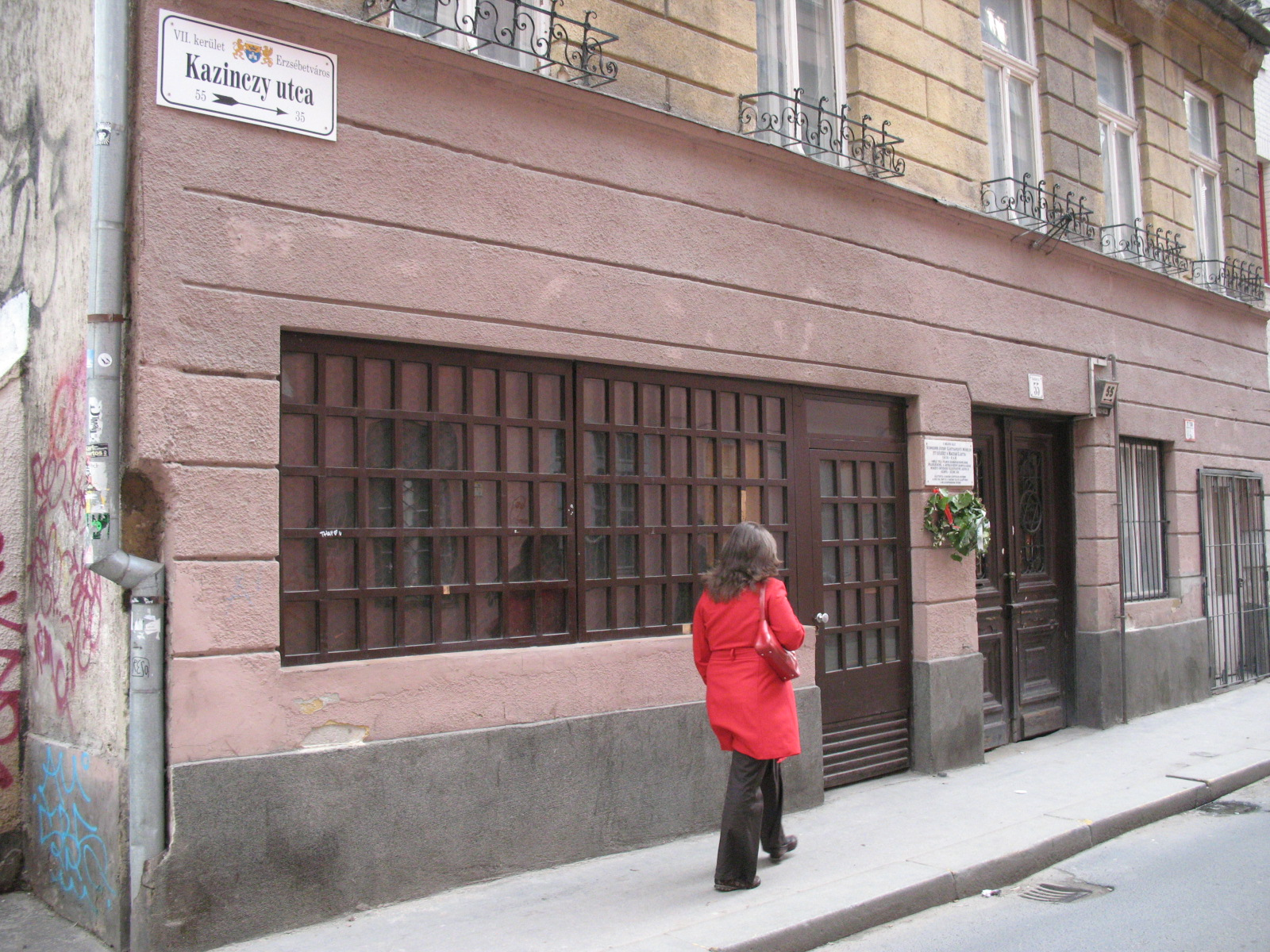
A Wichmann-kocsma
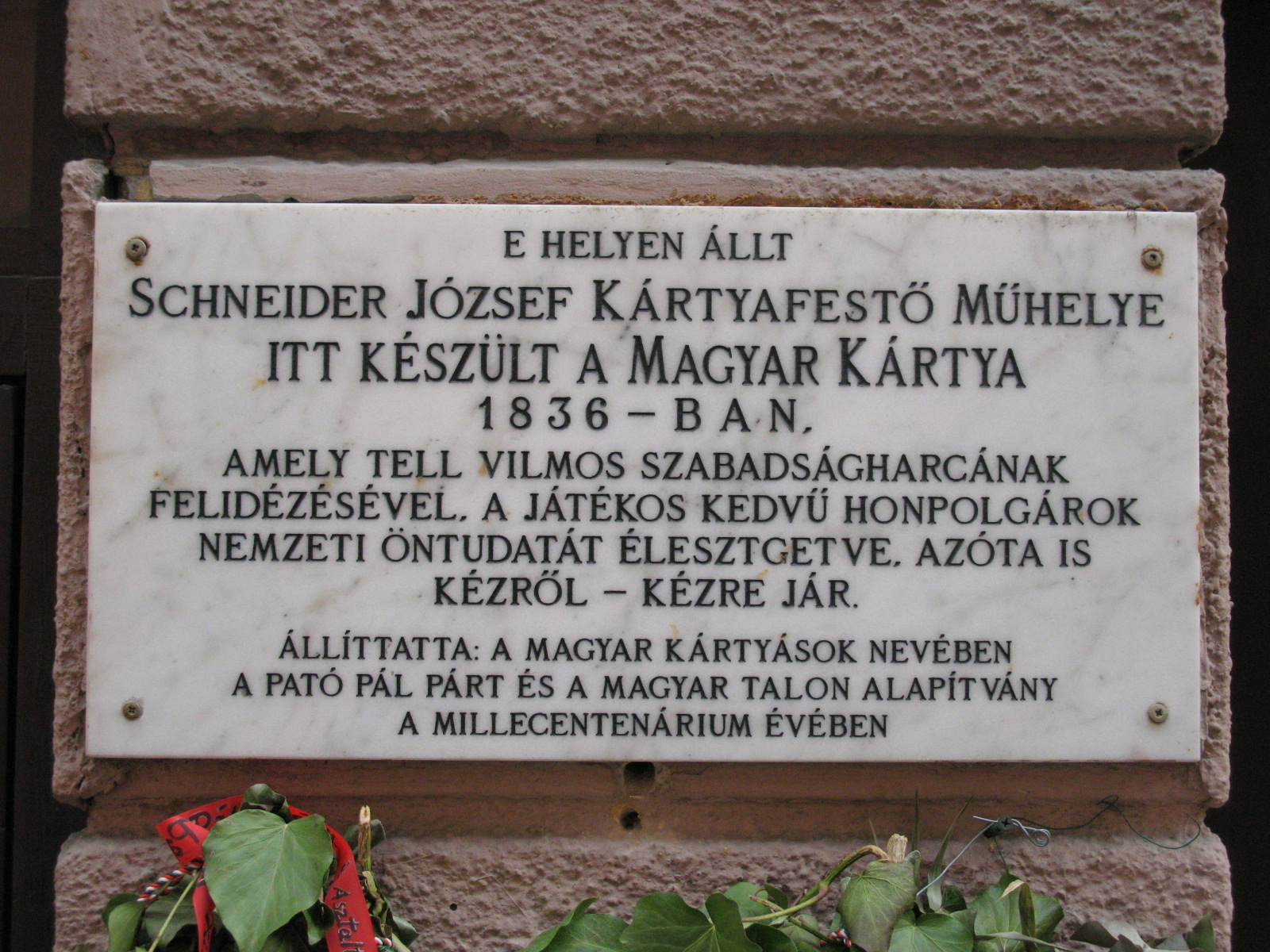
A magyar kártya-emléktábla a Wichmann-kocsma falán